# 聖胡安德迪奧斯 (安通區)
聖胡安德迪奧斯（西班牙語：San Juan de Dios），是巴拿馬的城鎮，位於該國中部，由科克萊省的安通區負責管轄，面積55.7平方公里，2010年人口4,797，人口密度每平方公里86.1人。